# 宇佐市コミュニティバス
宇佐市コミュニティバス（うさしコミュニティバス）は、大分県宇佐市にて運行しているコミュニティバスである。

## 概要
- 路線バスがない等で公共交通が不便な地域の高齢者等の、買い物や通院など生活の移動手段の確保を目的として運行開始した。[1]
- 路線は、現宇佐市に合併前の旧自治体単位で、「宇佐区域」「安心院区域」「院内区域」に分かれている。
- 運行は、大交北部バス、中津太陽交通[2]、院内タクシー、清瀬タクシーに委託されている。[3]
- 運賃は、1乗車100円均一で、乳幼児は無料。但しシャトル便は年齢等に関係なく無料。
- 土曜・日曜・祝祭日及び12月29日～1月3日は運休。
- 「ふれあい号」の愛称が付けられている。

## 沿革
- 2006年7月3日 - 19路線で試験運行開始。[4]
  - 19路線の内訳は、以下の通り。
宇佐区域：中麻生線（横山経由）、下麻生線（横山経由）、上麻生線（南敷田経由）、西馬城線、和間・高森線、高家・天津線（西高家・新貝経由）
安心院区域：萱籠・筌ノ口線、中山・新貝線、山蔵・古川線、大内・塔尾線、南毛線、上福貴野線、平ケ倉線
院内区域：高並線、余谷線、恵良谷下線、恵良谷上線、院内・日岳・五名線、野地・上恵良・分寺線
- 2007年7月2日 - 本格運行開始。これに合わせてダイヤ改正。[5]
  - フリー乗降制度を導入。
  - 無料送迎のシャトル便を導入。中麻生線と下麻生線（山口・下麻生線に線名変更）を短縮、下麻生で上麻生線に接続するシャトル便に変更。上福貴野線を福貴野で路線バスに接続するシャトル便に変更。
  - 横山線を新設。西馬城線にメルクス前バス停を新設。
  - 路線延長：古川・上ノ原線（上古川まで）、上福貴野線（大平まで）
  - 経路変更：上麻生線（四日市旧道経由に変更）、和間・高森線（西大堀公民館経由及び北宇佐団地経由に変更）
  - 経路の移動：広谷 - 上新原（大内・塔尾線⇒古川・上ノ原線）、来鉢 - 田平（恵良谷上線⇒恵良谷下線）
  - 院内区域路線の土曜運行日を平日に変更。
- 2008年7月1日 - ダイヤ改正。[6]
  - 高家・天津線（新貝経由）を農村婦人の家前で高家・天津線に接続するシャトル便の「高家・天津2号線」に変更。
  - 路線延長：恵良谷上線（和田公民館 - 和田公民館奥）、温見谷・上恵良線（野地・上恵良・分寺線から名称変更）（野地上 - 西椎屋神社）
  - 経路追加：西馬城線（下矢部集落内経由（火曜のみ））、和間・高森線（蜷木集落内、黒田整形外科前経由（月曜のみ））
  - 経路の移動：中敷田公民館 - 明徳寺前（高家・天津線⇒高家・天津2号線）
  - バス停廃止：下灘（上麻生線（横山経由））
  - 西馬城線の火曜日をジャンボタクシー使用に変更。

## 路線
※以下は、2008年10月1日時点での情報である。

### 宇佐区域
上麻生線
- 市役所 - 四日市出張所 - 東本町 - （千源寺 - 南敷田 - 下山下 - 末 - ）芝原ほろんの郷 - 下麻生 - 麻生 - 仙人入口 - 中灘
  - 火曜・金曜のみの運行。千源寺 - 末間は金曜日のみ経由。下麻生にてシャトル便の中麻生線、山口・下麻生線に接続。
  - 小型バスを使用。

中麻生線
- 下麻生 - 床並入口 - （床並／岳ノ首 - ）上井の川
  - シャトル便（無料）としての運行で、火曜・金曜のみの運行。床並は往路（上井の川発）のみ、岳ノ首は復路のみ経由。
  - 小型タクシーを使用。

山口・下麻生線
- 下麻生 - 道の上 - 山口 - 万里終点
  - シャトル便（無料）としての運行で、火曜・金曜のみの運行。
  - ジャンボタクシーを使用。

横山線
- 市役所 - 四日市出張所 - 東本町 - 千源寺 - 下山下 - 横山郵便局 - 中公民館 - 山袋
  - 火曜のみの運行。
  - ジャンボタクシーを使用。

西馬城線
- 四日市出張所 - 市役所 - 上田 - （桧垣橋北 - ）下矢部公民館 - （江口酒店前 - ）上矢部公民館 - 高畑 - 正覚寺
  - 火曜・木曜のみの運行。桧垣橋北、江口酒店前は火曜日のみ経由。
  - 火曜はジャンボタクシー、木曜は小型バスを使用。

和間・高森線
- 四日市出張所 - （市役所／黒田整形前 - ）東上田 - 上地北 - 北宇佐団地 - 蜷木東 - 西大堀公民館 - 長洲セメント前
  - 月曜・木曜のみの運行。市役所は木曜のみ、黒田整形前は月曜日のみ経由。
  - ジャンボタクシーを使用。

高家・天津線
- 市役所 - 四日市出張所 - 農村婦人の家前 - 富山公民館前 - 下敷田踏切前 - 宮熊 - 浜高家
  - 月曜・水曜のみの運行。農村婦人の家前でシャトル便の高家・天津2号線に接続。
  - 小型バスを使用。

高家・天津2号線
- 農村婦人の家前 - 中敷田公民館 - 明徳寺前 - 農村婦人の家前 - 中庄 - 下庄 - 西高家 - 金剛頂寺前 - 下中
  - シャトル便（無料）としての運行で、月曜・水曜のみの運行。
  - ジャンボタクシーを使用。

北馬城線
- 宇佐八幡 - 北馬城郵便局前 - 出光公民館 - 西屋敷大橋 - 大方橋
  - シャトル便（無料）としての運行（但し接続対象はコミュニティバスでなく、大交北部バスの一般路線）で、火曜・金曜のみの運行。
  - ジャンボタクシーを使用。

### 安心院区域
萱籠・筌ノ口線
- 下市 - 安心院支所前 - 村上医院前 - 中入口 - 松本三叉路 - 口ノ原下 - 田代 - 土肥上 - 本村 - 実盛 - 寒水開拓 - 萱籠消防機庫前
  - 火曜・金曜のみの運行。
  - 小型バスを使用。

中山・新貝線
- 下市 - 村上医院前 - 安心院支所前 - 中山中 - 新貝 - 川底 - 仏木 - 境ノ坪 - 大黒原 - 平山三叉路
  - 水曜・金曜のみの運行。
  - 小型バスを使用。

古川・上ノ原線
- 下市 - 村上医院前 - 安心院支所前 - 上ノ原 - 上安佐津 - 口ノ坪上 - 広谷 - 佐田温泉 - 熊 - 大久保 - 房ヶ畑 - 内川野 - 古川上
  - 火曜・木曜のみの運行。
  - 小型バスを使用。

大内・塔尾線
- 下市 - 安心院支所前 - 村上医院前 - 塔尾消防機庫前 - 中間上 - 仲尾 - 小唐川 - 小田下 - 大内 - 若林上
  - 月曜・水曜のみの運行。
  - 小型バスを使用。

南毛線
- 下市 - 村上医院前 - 安心院支所前 - 南毛 - 広瀬 - 小坂
  - 月曜・木曜のみの運行。
  - 小型バスを使用。

平ヶ倉線
- 下市 - 村上医院前 - 安心院支所前 - 徳瀬下 - 平ヶ倉
  - 火曜・金曜のみの運行。
  - ジャンボタクシーを使用。

上福貴野線
- 福貴野 - 福貴野滝駐車場 - 大平
  - シャトル便（無料）としての運行（但し接続対象はコミュニティバスでなく、大交北部バスの一般路線）で、水曜・金曜のみの運行。
  - ジャンボタクシーを使用。

### 院内区域
高並線
- JA大分宇佐院内支店 - 道の駅いんない - 円座バス停 - 下船木中 - 上船木公民館 - 高並多目的集会所 - 小稲公民館 - 小野川内田平 - 大重見上
  - 月曜・木曜のみの運行。
  - ジャンボタクシーを使用。

余谷線
- 円座バス停 - 道の駅いんない - JA大分宇佐院内支店 - 院内郵便局 - 下余バス停 - 大坪十字路 - 岡 - 滝貞入口三叉路 - 余温泉 - 上納持公民館
  - 火曜・金曜のみの運行。
  - ジャンボタクシーを使用。

恵良谷下線
- 円座バス停 - 道の駅いんない - JA大分宇佐院内支店 - 院内郵便局 - 南院内郵便局 - 荻迫交差点 - 土岩屋中 - 十ヶ平公民館 - 来鉢公民館
  - 月曜・水曜のみの運行。
  - ジャンボタクシーを使用。

恵良谷上線
- 円座バス停 - 道の駅いんない - JA大分宇佐院内支店 - 院内郵便局 - 南院内郵便局 - 台三叉路 - 羽馬礼分校 - 和田公民館奥
  - 月曜・木曜のみの運行。
  - ジャンボタクシーを使用。

日岳・五名線
- 円座バス停 - 道の駅いんない - JA大分宇佐院内支店 - 五名バス停 - 日岳寺前 - 熊野
  - 火曜・金曜のみの運行。
  - ジャンボタクシーを使用。

温見谷・上恵良線
- 円座バス停 - 道の駅いんない - JA大分宇佐院内支店 - 東集会所 - 分寺中 - 上恵良温泉 - 野地公民館 - 西椎屋神社
  - 水曜・金曜のみの運行。
  - ジャンボタクシーを使用。

院内谷線
- 円座バス停 - 道の駅いんない - JA大分宇佐院内支店 - 院内郵便局 - 景平 - 小河内林道入口 - 長藪 - 月俣公民館 - 諸趾垣 - 上院内小学校下 - 定別当神社 - 岳切 - 月俣無線塔
  - 火曜・金曜のみの運行。
  - ジャンボタクシーを使用。